# Вендт, Оскар
О́скар Йоаким Вендт (швед. Oscar Joakim Wendt; род. 24 октября 1985, Шёвде, Швеция) — шведский футболист, левый защитник клуба «Гётеборг». Выступал за сборную Швеции.

## Карьера

### «Гётеборг»
После нескольких лет, проведённых в молодёжной команде «Шёвде», перешёл в «Гётеборг» в 2003 году. В составе «сине-белых» провёл 3 сезона, после чего был куплен датским клубом «Копенгаген» за сумму в 6 миллионов датских крон.
В «Гётеборге» Вендт довольно быстро занял место в основном составе, после чего стал часто призываться в молодёжную сборную Швеции и даже в основную национальную сборную.
Сыграл за клуб 36 матчей, в которых провёл один гол.

### «Копенгаген»
Первые два года боролся за место в основном составе с норвежцем Андре Бергдёльмо, а позднее — с Никласом Йенсеном. В сезоне 2006/07 Йенсен получил тяжёлую травму, и Вендт получил возможность регулярно играть на позиции левого защитника. В конце концов, в 2008 году, Оскар смог стать игроком основного состава.

### «Боруссия»
10 июня 2011 года на правах свободного агента перешёл в мёнхенгладбахскую «Боруссию», с которой заключил контракт на 3 года. 28 октября 2013 года продлил контракт до 30 июня 2016 года.

## Достижения
«Копенгаген»
- Чемпион Дании (4): 2006/07, 2008/09, 2009/10, 2010/11